# Граф Вотерфорд

Герб графів Вотерфорд.

Герб родини Талбот.

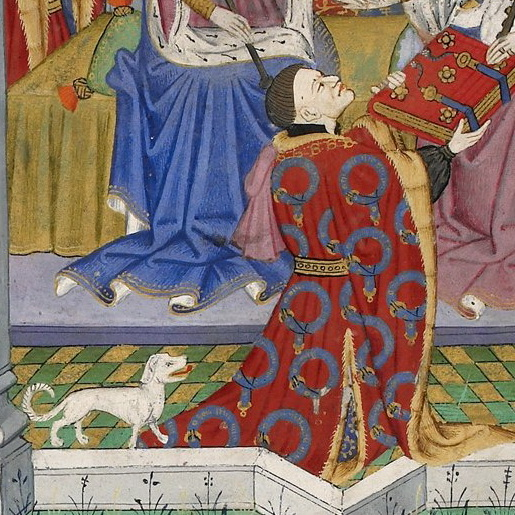
Джон Талбот – І граф Вотерфорд. Малюнок 1445 року.

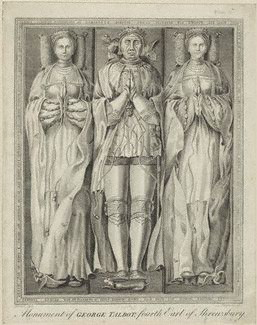
Джордж Талбот – ІV граф Вотерфорд.

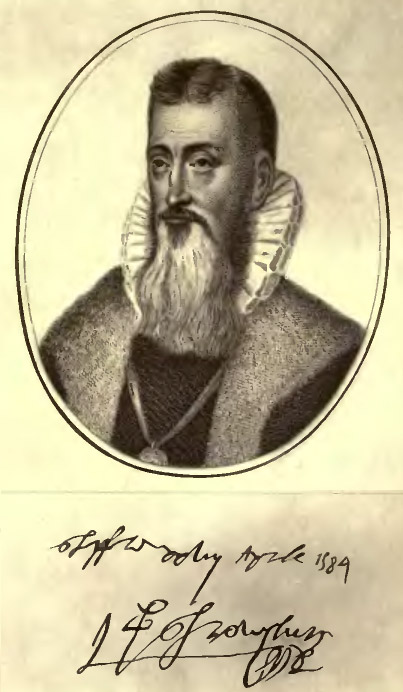
Джордж Талбот – VI граф Вотерфорд (пом. 1590).

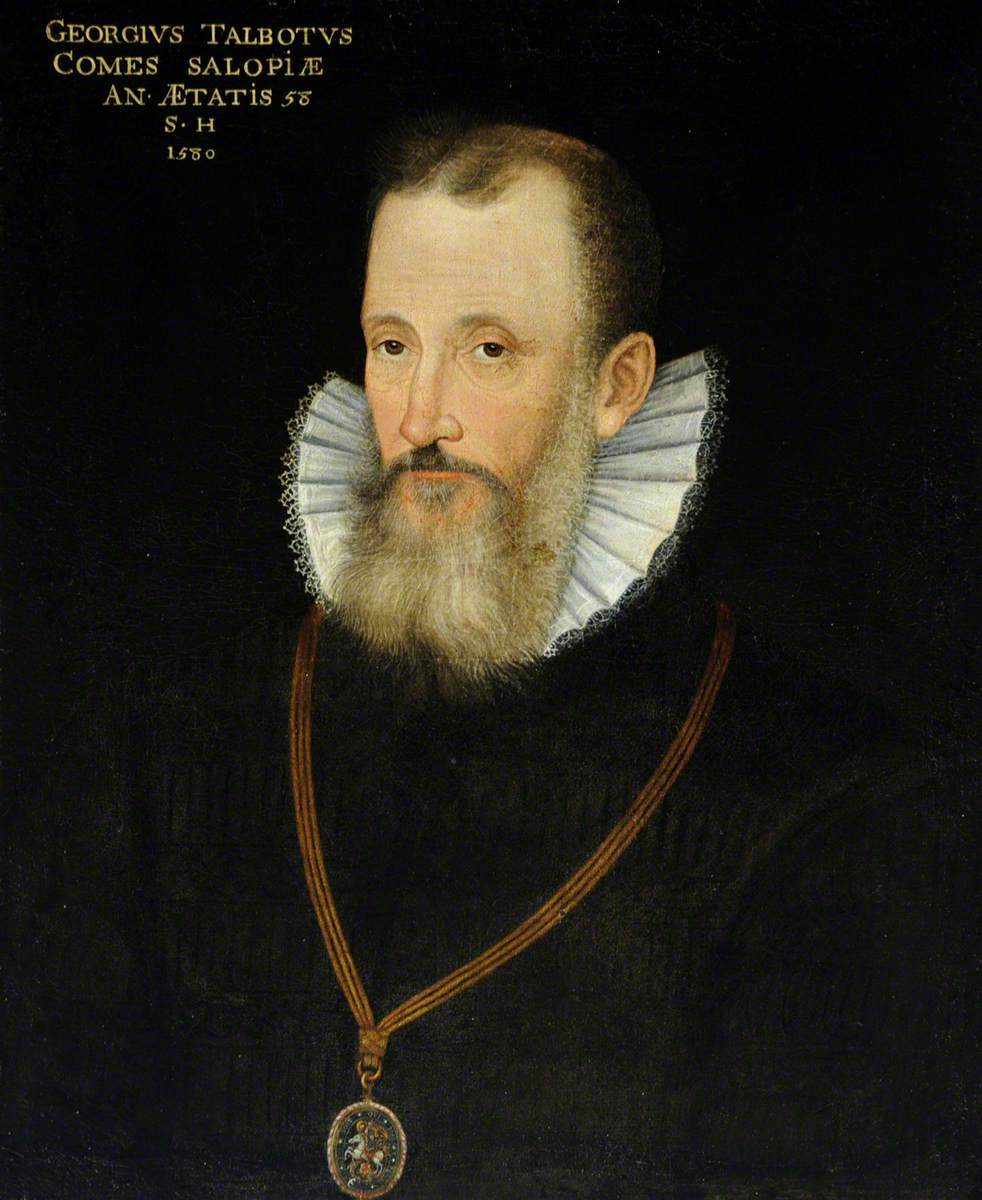
Джордж Талбот – VI граф Вотерфорд (пом. 1590).

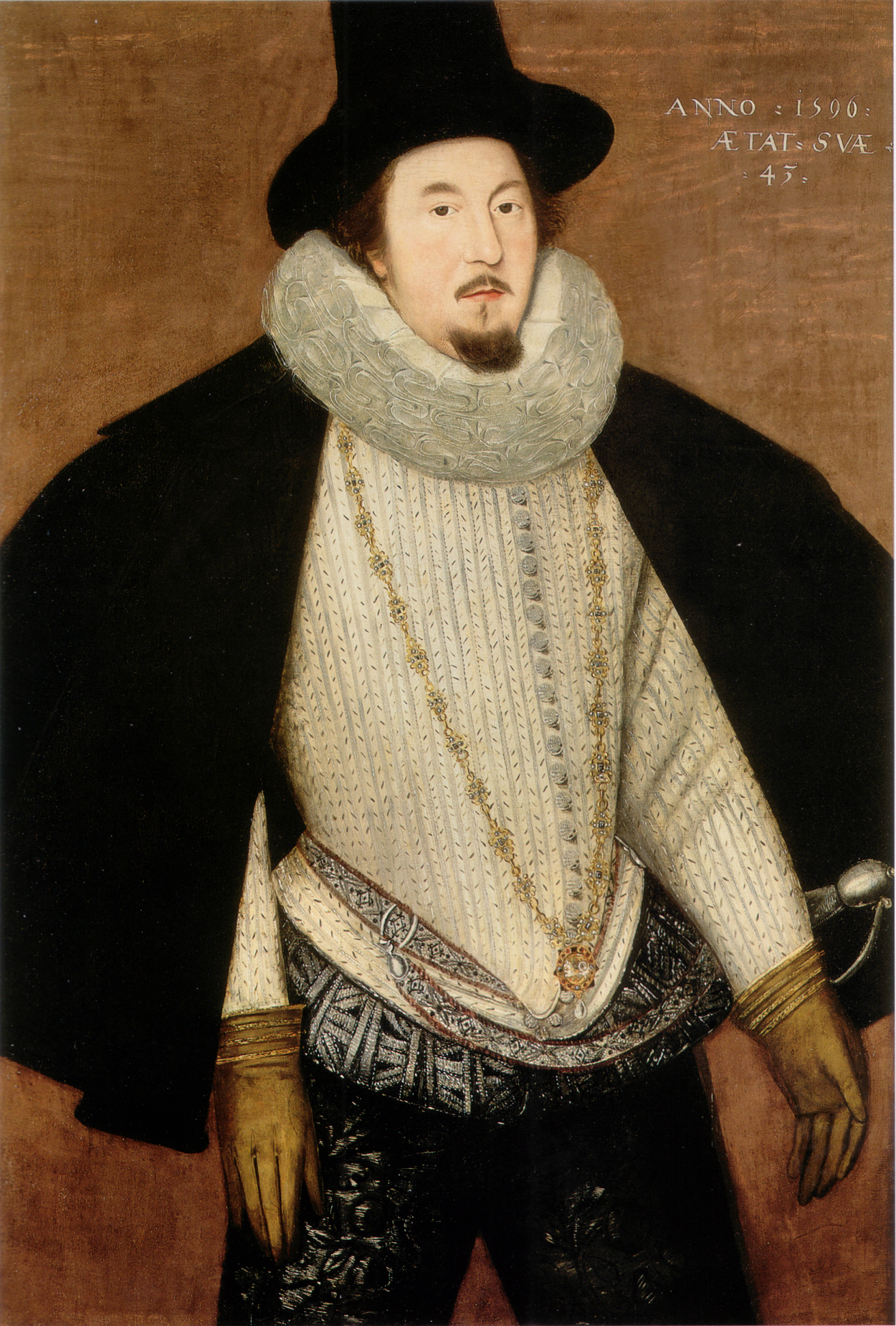
Гілберт Талбот – VII граф Вотерфорд.

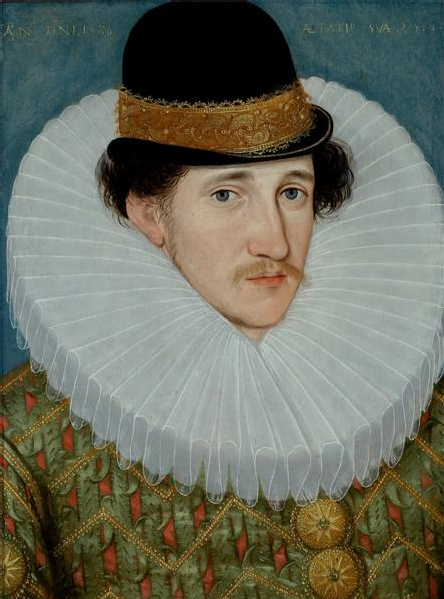
Едвард Талбот – VIIІ граф Вотерфорд.

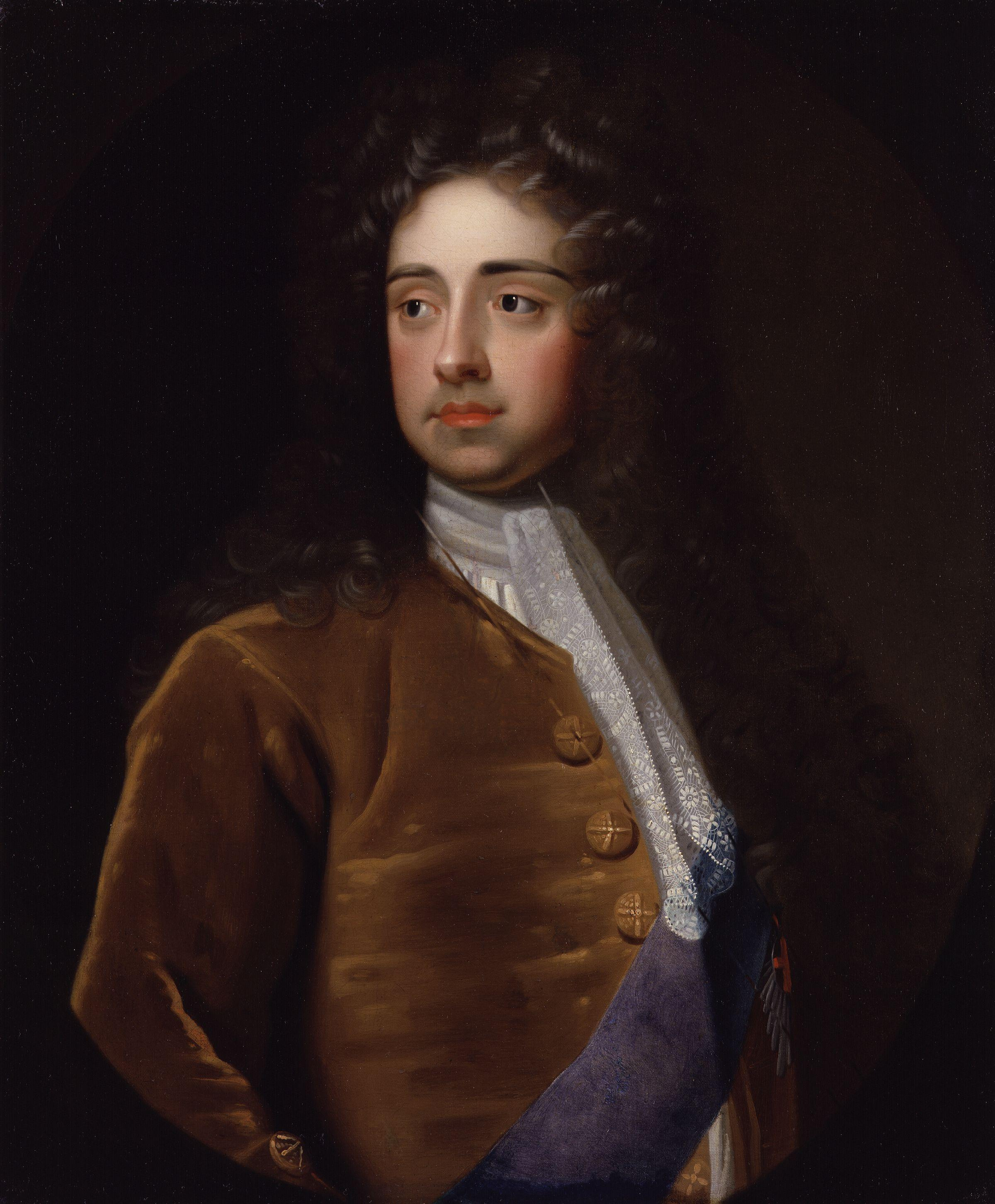
Чарльз Талбот – ХІІ граф Вотерфорд.

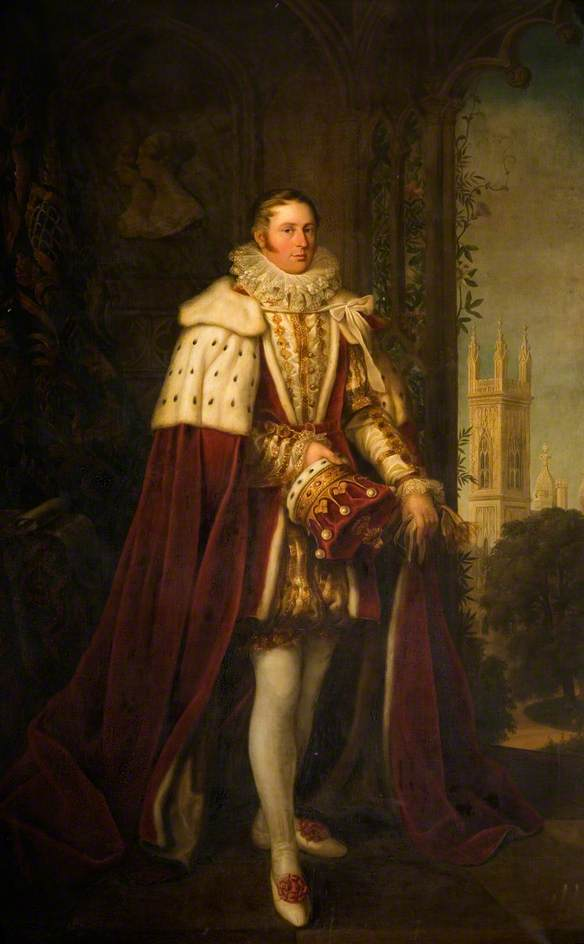
Джон Талбот – ХVІ граф Вотерфорд.

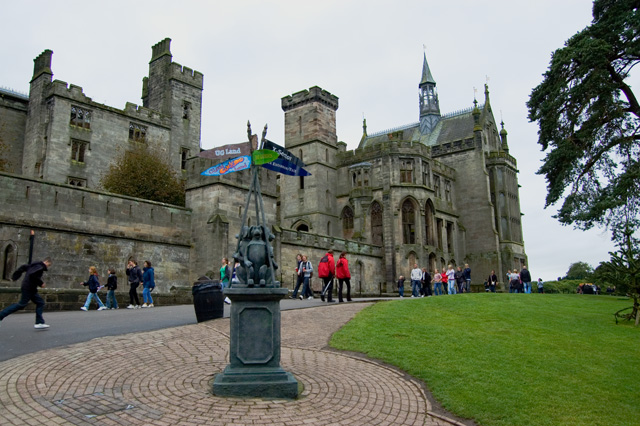
Замок Алтон-Тауер.

Граф Вотерфорд (англ. Earl of Waterford) – аристократичний титул в перстві Ірландії. 

## Гасло графів Вотерфорд
Perst d'Accomplir – «Готовий до виконання» (фр.).

## Історія графів Вотерфорд
Титул граф Вотерфорд був створений в перстві Ірландії в 1446 році для Джона Талбота — VII барона Талбот — англійського полководця часів Столітньої війни. Це найдавніший графський титул в перстві Ірландії. На час створення і дарування цього титулу майбутні графи Вотерфорд вже володіли титулом графа Шрусбері в перстві Англії, що був створений в 1442 році. Пізніше графи Вотерфорд отримали ще один графський титул — графів Талбот в перстві Великобританії в 1784 році.
Проте, вперше титул графа Шрусбері був створений ще в 1074 році для Роджера де Монтговмері — одного з головних радників короля Англії Вільгельма Завойовника. На той час він уже володів титулами лорда Марчер, графа Герефорд, графа Честер. Ці землі забезпечували оборону і можливість ведення війни проти валійців — народу, який на той час ще не був завойований і підкорений Англією. Роджеру Монтгомері були надані величезні повноваження, його землі і володіння простягалися від Шропширу (з центром в місті Шрусбері) до середнього Уельсу (графство Монтгомершир було зазване на його честь). Крім цього він отримав у володіння землі в різних частинах Англії.
У 1094 році титули та землі в Англії успадкував його молодший син Гуго, а старший син Роберт з Беллема успадкував його землі в Нормандії. Після смерті Гуго в 1098 році титул графа успадкував його брат Роберт. Титули були втрачені, коли в 1102 році ІІІ граф Шрусбері повстав проти Генріха І і приєднався до Роберта Кертоза. Цих графів ще називають графами Шропшир.
Вдруге титул графа Шрусбері в перстві Англії був створений в 1442 році для Джона Талбота — VII барона Талбот — англійського полководця часів Столітньої війни. Він отримав посаду спадкового лорд-стюарта Ірландії. А в 1446 році отримав титул графа Вотерфорд в перстві Ірландії. Після цього ці два графських титули завжди успадковувались разом. Титули успадкував його син, що став ІІ графом Вотерфорд, ІІ графом Шрусбері. На той час він уже володів титулом барона Фернівалл, який успадкував від своєї матері в 1433 році. Він отримав посади лорд-канцлера Ірландії та Верховного лорд-скарбника Англії. Він загинув під час битви під Нортгемптоном в 1460 році, коли тривала в Англії Війна Троянд.
Його онук — Джордж Талбот — IV граф Вотерфорд володів посадою лорд-стюарта королівського двору в 1509—1538 роках. Титул успадкував його син Френсіс Талбот, що став V графом Вотерфорд. Ще до успадкування титулу його викликали до Палати лордів в 1533 році як лорда Талбота. Після його смерті титули успадкував його син — Джордж Талбот, що став VI графом Вотерфорд. Йому було доручено опікунство над Марією І Стюарт — королевою Шотландії. Він володів посадою граф-маршал в 1572—1590 роках. Другою його дружиною була знаменита Бесс з Хардвіка.
Титули успадкував його син від першого шлюбу з леді Гертрудою Меннерс — Гілберт Лалбот, що став VII графом Вотерфорд. Він був обраний депутатом Палати громад парламенту Англії і представляв Дербішир, отримав посаду лорд-лейтенанта Дербіширу. У нього не було синів, після його смерті в 1616 році титули барона Талбот, барона Стредж з Блекміра, барона Фернівал перейшли до трьох його дочок, а титул графа Вотерфорд успадкував його молодший брат — Едвард Талбот, що став VIII графом Вотерфорд. Він став депутатом парламенту від Нортумберленду. У нього не було синів і титул графа успадкував його далекий родич — Джордж Талбот, що став ІХ графом Вотерфорд. Він був праправнуком сера Гілберта Талбота, що помер в 1518 році. Гілберт Талбот був третім сином ІІ графа Воторфорд. Джордж Талбот купив замок Барлоу-Вудсетс-Холл у 1533 році і зробив його своєю резиденцією.
Титул успадкував його племінник Джон Талбот, що став Х графом Вотерфорд та лордом Грофтон. Він був сином Джона Талбота з Графтона. Після його смерті титул успадкував його син Френсіс Талбот, що став ХІ графом Вотерфорд. Він загинув на дуелі з Джорджем Вільєрсом — ІІ герцогом Бекінгем. Його син — Чарльз Талбот став ХІІ графом Вотерфорд. Він був видатним державним діячем. Він був одним з Семи Безсмертних, що в 1688 році запросили Вільгельма Оранського вторгнутись в Англію і скинути з трону короля Якова ІІ. Пізніше він служив королю Англії Вільяму ІІІ та королеві Мері державним секретарем Північного департаменту та Державним секретарем Південного департаменту. У 1694 році він отримав титули маркіз Олтон та герцог Шрусбері в перстві Англії. Але він не мав дітей і після його смерті ці титули зникли.
Графські титули успадкував його двоюрідний брат — Гілберт Талбот, що став ХІІІ графом Вотерфорд. Він був сином його світлості Гілберта Талбота — другого сина Х графа Вотерфорд. Гілберт Талбот був у Священному Чині Римської Церкви. Дітей, відповідно, не мав. Після його смерті титули перейшли до його племінника — Джорджа Талбота — сина його світлості Джорджа Талбота. Він став XIV графом Вотерфорд. Дітей він не мав, тому титули успадкував його племінник Чарльз Талбот, що став XV графом Вотерфорд. Він був сином Чарльза Талбота. Він заснував маєток і сади Алветон-Лодж, що в Страффордширі, пізніше цей маєток перейменували в Алтон-Тауерс. Цими землями родина Талбот володіла ще з XV століття. Після його смерті титули успадкував його племінник Джон Талбот, що став XVI графом Вотерфорд. Він був сином його ясновельможності Джона Джозефа Талбота. У 1831 році головна резиденція родини Талбот в Хейтропі, що в Оксфордширі була знищена пожежею. Джон Талбот переніс основну резиденцію родини в Алтон-Тауерс. Він був відомим меценатом, покровителем і патроном архітектора Августа Велбі Нортмора Пагіна. Титули успадкував його двоюрідний брат Бертрам Артур Талбот, що став XVII графом Вотерфорд. Він був правнуком його світлості Джорджа Талбота — молодшого сина Гілберта Талбота (пом. 1711) — другого сина Х графа Вотерфорд.
Бертрам помер неодруженим в юному віці в 1856 році. Він лишив заповід і всі свої маєтки передав лорду Едмонду Говарду — він змінив своє прізвище за зголою корони на Талбот. Він був сином герцога Норфолк. Цей заповіт був оскаржений трьома родичами Бертрама. Почалася довга судова справа. Відносно титулів, то Палата лордів парламенту винесла своє рішення в 1860 році на користь Генрі Джона Четвінда-Талбота — ІІІ графа Талбота. Він успадкував титули і став XVIII графом Вотерфорд та XVIII графом Шрусбері. Генрі був нащадком його ясновельможності сера Гілберта Талбота (пом. 1518) — третього сина другого графа Шрусбері. Він володів титулами барона Талбот з Генсола, що в графстві Гламорган та віконта Інжестр з Інжестр-Холлу, що в графстві Стаффорд. Він був адміралом королівського флоту, служив в уряді графа Дербі, що належав до партії консерваторів, був капітаном почесного корпусу джентльменів (посада в Палаті лордів парламенту) в 1858—1859 роках.
Титул успадкував його старший син, що став ХІХ графом Вотерфорд. Він служив капітаном почесного корпусу джентльменів у 1874—1877 роках. Служив в уряді під керівництвом Бенджаміна Дізраелі. Титул успадкував його син, що став ХХ графом Вотерфорд. Він потрапив у скандал після того як втік з одруженою Елен Міллер-Манді. Пізніше вони одружилися. Після його смерті титули успадкував його онук, що став ХХІ графом Вотерфорд. Він був сином Чарльза Джона Алтона Четвід-Талбота — віконта Інжестр.
На сьогодні титулом володіє старший син ХХІ графа Вотерфорд, що став ХХІІ графом Вотерфорд, що успадкував титул в 1980 році. Він є одним з 99 обраних перів Великобританії, що лишилися в Палаті лордів після прийняття закону про Палату лордів в 1999 року. Він належить до партії консерваторів. Крім цього, він є пером та верховним стюартом Ірландії, має право носити білий жезл під час коронації монарха Великобританії.
Лорд Шрусбері є старшим графом в перстві Англії. Графство Вотерфорд називають головним графством Ірландії, оскільки найдавніший граф Ірландії — граф Кілдер протягом століть був додатковим титулом герцога Лейнстер. Якщо віконт Маунтгрет доведе свої претензії на титул графа Ормонд 1328 року створення, графи Вотерфорд втратять цю перевагу, але в будь-якому випадку вони будуть мати пріорітет щодо свого титула в перстві Англії. Не дивлячись на те, що лорд Шрусбері володіє одночасно трьома графськими титулами, його завжди називають тільки графом Шрусбері.
Резиденцією графів Вотерфорд колись був замок Алтон-Тауерс, але в 1924 році цей замок продали. Нинішня резиденція знаходиться в Страффордширі, що біля Ешборна. Родинним склепом є каплиця Шрусбері в Шеффілдському соборі. У 2013 році було виявлено, що більшість домовин графів Шрусбері зникли з поховальної камери. Нинішній граф Вотерфорд отримав посаду стюарта Шеффілдського собору. Інший родинний склеп — крипти графів Четвінд-Талбот знаходиться в церкві Святої Діви Марії в Інжестрі, Стаффорд.
Крім графів Вотерфорд були ще відомі люди, що належали до родини Талбот. Його ясновельможність Джон Талбот — син І графа Шрусбері та його другої дружини Маргарет Бошам. Джон Талбот отримав титул віконт Лайлем у 1451 році. Адмірал Волтер Карпентер прийняв прізвище Карпентер замість свого Четвінд-Талбот. Він був сином XVIII графа Вотерфорд, він був морським офіцером і депутатом парламенту. Генерал-майор сер Реджинальд Талбот — син XVIII графа Вотерфорд був військовим, політиком, губернатором колоній.

## Графи Шрусбері (перше створення титулу, 1074)
- Роджер де Монтгомері (помер у 1094 р.) – І граф Шрусбері
- Х’ю Монтгомері (помер 1098 р.) – ІІ граф Шрусбері
- Роберт Беллем (1052 – 1113) – ІІІ граф Шрусбері (позбавлено титулів у 1102 році)

## Графи Вотерфорд (1446)
- Джон Телбот (1387 – 1453) – І граф Шрусбері, І граф Вотерфорд, VII барон Телбот, X барон Стрендж з Блекмір
- Джон Телбот (1413 – 1460) – II граф Шрусбері, ІІ граф Вотерфорд, VIII барон Телбот, XI барон Стрендж з Блекмір, VII барон Фернівалл
- Джон Телбот (1448 – 1473) – III граф Шрусбері, III граф Вотерфорд, IX барон Телбот, XII  барон Стрендж з Блекміра, VIII барон Фернівалл
- Джордж Талбот (1468 – 1538) – IV граф Шрусбері, IV граф Вотерфорд, X барон Телбот, XIII барон Стрендж з Блекміра, IX барон Фернівалл
- Френсіс Телбот (1500 – 1560) – V граф Шрусбері, V граф Вотерфорд, XI барон Телбот, XIV барон Стрендж з Блекміра, X барон Фернівалл
- Джордж Телбот (1528 – 1590) – VI граф Шрусбері, VI граф Вотерфорд, XII барон Телбот, XV барон Стрендж з Блекміра, XI барон Фернівалл
- Гілберт Телбот (1552 – 1616) – VII граф Шрусбері, VII граф Вотерфорд, XIII барон Телбот, XVI барон Стрендж з Блекміра, XII барон Фернівалл
- Едвард Телбот (1561 – 1617) – VIII граф Шрусбері, VIII граф Вотерфорд
- Джордж Талбот (1567 – 1630) – IX граф Шрусбері, IX граф Вотерфорд
- Джон Телбот (1601 – 1654) – X граф Шрусбері, X граф Вотерфорд
- Френсіс Телбот (1623 – 1667) – XI граф Шрусбері, XI граф Вотерфорд
- Чарльз Талбот (1660 – 1718) – XII граф Шрусбері, XII граф Вотерфорд (нагороджений титулом герцог Шрусбері в 1694 році)
- Гілберт Телбот (1673 – 1743) – XIII граф Шрусбері, XIII граф Вотерфорд
- Джордж Талбот (1719 – 1787) – XIV граф Шрусбері, XIV граф Вотерфорд
- Чарльз Талбот (1753 – 1827) – XV граф Шрусбері, XV граф Вотерфорд
- Джон Телбот (1791 – 1852) – XVI граф Шрусбері, XVI граф Вотерфорд
- Бертрам Артур Телбот (1832 – 1856) – XVII граф Шрусбері, XVII граф Вотерфорд
- Генрі Джон Четвінд-Толбот (1803 – 1868) – XVIII граф Шрусбері, XVIII граф Вотерфорд, III граф Телбот
- Чарльз Джон Четвінд-Толбот (1830 – 1877) – XIX граф Шрусбері, XIX граф Вотерфорд, IV граф Телбот
- Чарльз Генрі Джон Четвінд-Толбот (1860 – 1921) – XX граф Шрусбері, XX граф Вотерфорд, V граф Телбот
- Чарльз Джон Елтон Четвінд-Талбот (1882 – 1915) – віконт Інжестр
- Джон Джордж Чарльз Генрі Елтон Олександр Четвінд-Толбот (1914 – 1980) - XXI граф Шрусбері, XXI граф Вотерфорд, VI граф Телбот
- Чарльз Генрі Джон Бенедикт Крофтон Четвінд Четвінд-Толбот (1952 р. н.) – XXII граф Шрусбері, XXII граф Вотерфорд, VII граф Телбот

Спадкоємцем титулу є син нинішнього власника титулу Джеймс Річард Чарльз Джон Четвінд-Талбот – віконт Інжестр (1978 р. н.). Спадкоємцем спадкоємця титулу є його син Джордж Генрі Чарльз Джон Елтон Четвінд-Талбот (2013 р. н.).

## Герцоги Шрусбері (1694)
- Чарльз Талбот (1660–1718) – І герцог Шрусбері, ХІІ граф Шрусбері, ХІІ граф Вотерфорд

## Резиденції графів Вотерфорд
- Нинішня резиденція – Вонфілд-Холл, поблизу Кінгстоуна, Стаффордшир.
- Алвестон-Холл
- Замок Алтон-Кастл, що належав графам Вотерфорд з XVстоліття – перебудований у стилі неоготики XVI графом Вотерфорд, проданий сестрам милосердя в 1919 році.
- Замок Алтон-Тауерс – побудований на місці Алвестон-Холла у 1811 – 1814 роках як резиденція, проданий у 1924 році.
- Барлоу-Вудсетс-Холл – придбаний графами Вотерфорд у 1593 році, проданий у середині 1600-х років.
- Графтон-Манор – резиденція Джона Талбота та сина Графтона Джорджа до успадкування титулу, проданий у 1934 році.
- Маєток Хейтроп-Парк – створений як родинне гніздо в 1700 – 1705 роках, спалений в 1831 році і проданий в 1870 році.
- Інжестр-Холл – успадкований внаслідок шлюбу від родини Четвінд у 1748 році, проданий Раді столичного району Сандвелл.
- Шрусбері-Плейс або Шрусбері Хаус, Айлворт – куплений родичем сером Джоном Талботом у 1678 році, перейшов до протестантського герцога Шрусбері (помер у 1718 році) та римо-католика Джорджа Талбота (помер у 1733 році), відомого за життя як граф Шрусбері. Його вдова продовжувала жити в Айлворті до своєї смерті в 1752 році, і саме як її капелан служив в Айлворті перший зареєстрований священик. У 1770 році будинок був католицькою школою для хлопчиків, а в 1810 році був зруйнований.